# Sillon de Bretagne
Pour l'immeuble homonyme situé à Saint-Herblain, voir Sillon de Bretagne (immeuble).
Le sillon de Bretagne est un ressaut topographique situé dans le département de la Loire-Atlantique et s'étendant sur une trentaine de kilomètres de Nantes à Pontchâteau selon un axe rectiligne est-sud-est - ouest-nord-ouest. 
Son versant sud est un escarpement qui marque fortement le paysage, surplombant les zones de faible altitude situées entre le sillon et l'estuaire de la Loire, notamment les marais de Prinquiau et de Donges, puis la Brière et les marais de Saint-Nazaire. Cet escarpement est particulièrement visible à Savenay, lorsque la route de Saint-Nazaire quitte la route de Nantes à Vannes, passant brusquement du plateau nantais au niveau de l'estuaire. 
Son versant nord est constitué par des collines d'altitude modeste (50 à 70 mètres), formant la bordure méridionale du plateau nantais. Ce versant descend vers le cours de l'Isac, affluent de la Vilaine en grande partie intégré au canal de Nantes à Brest.
Sur le plan géologique, le sillon de Bretagne fait partie du domaine armoricain hercynien et est associé à la branche sud du cisaillement sud-armoricain (ou décrochement sud-armoricain), qui concerne tout le sud du Massif armoricain, du Finistère à la Vendée, et qui se divise à son tour en deux grands accidents, la faille de Pouzauges (ou faille de Secondigny) au sud et la faille de Nort-sur-Erdre au nord.

## Géographie

### Localisation

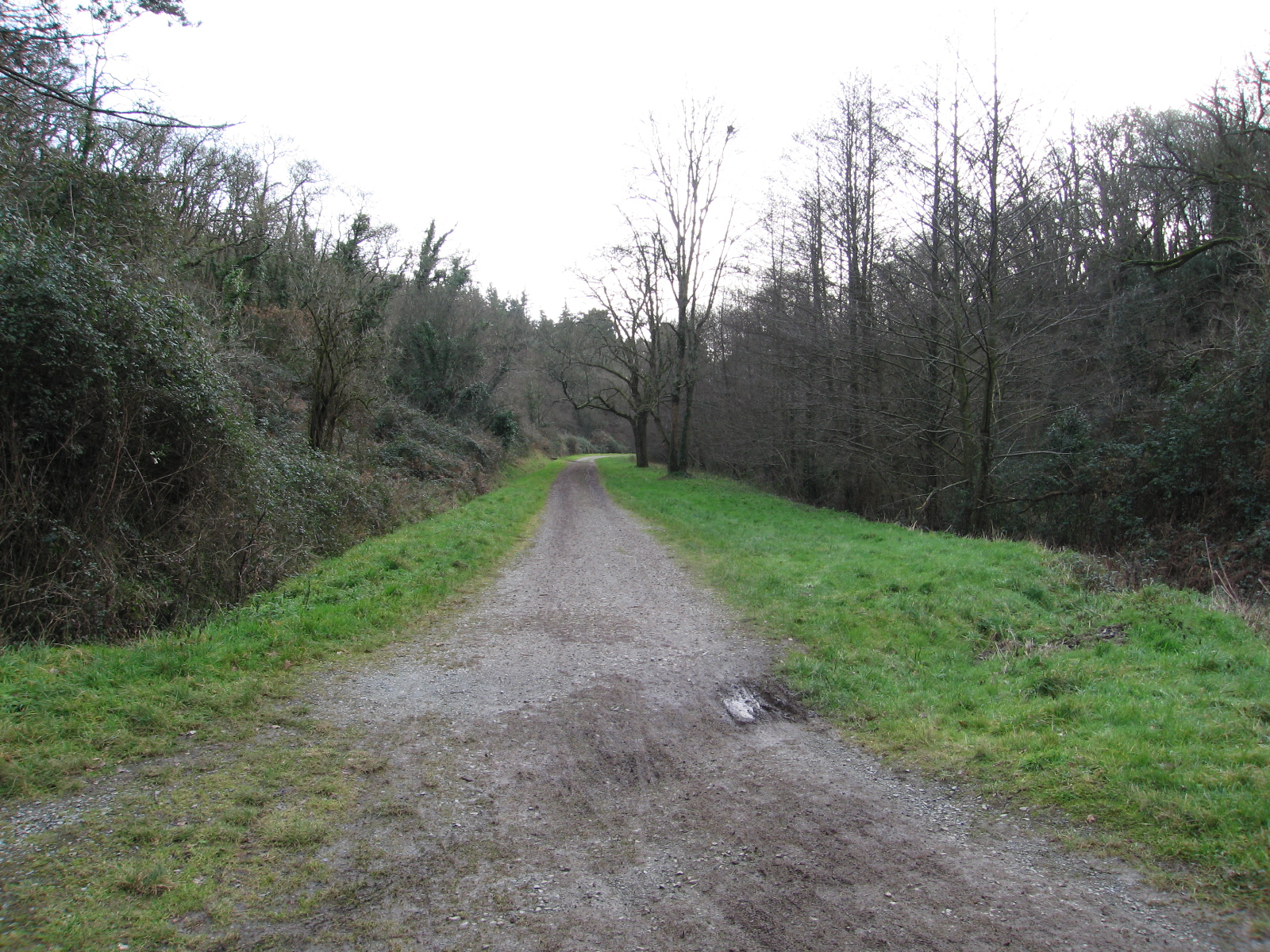
La vallée Mabille à Savenay, un des vallons qui entament le sillon de Bretagne.

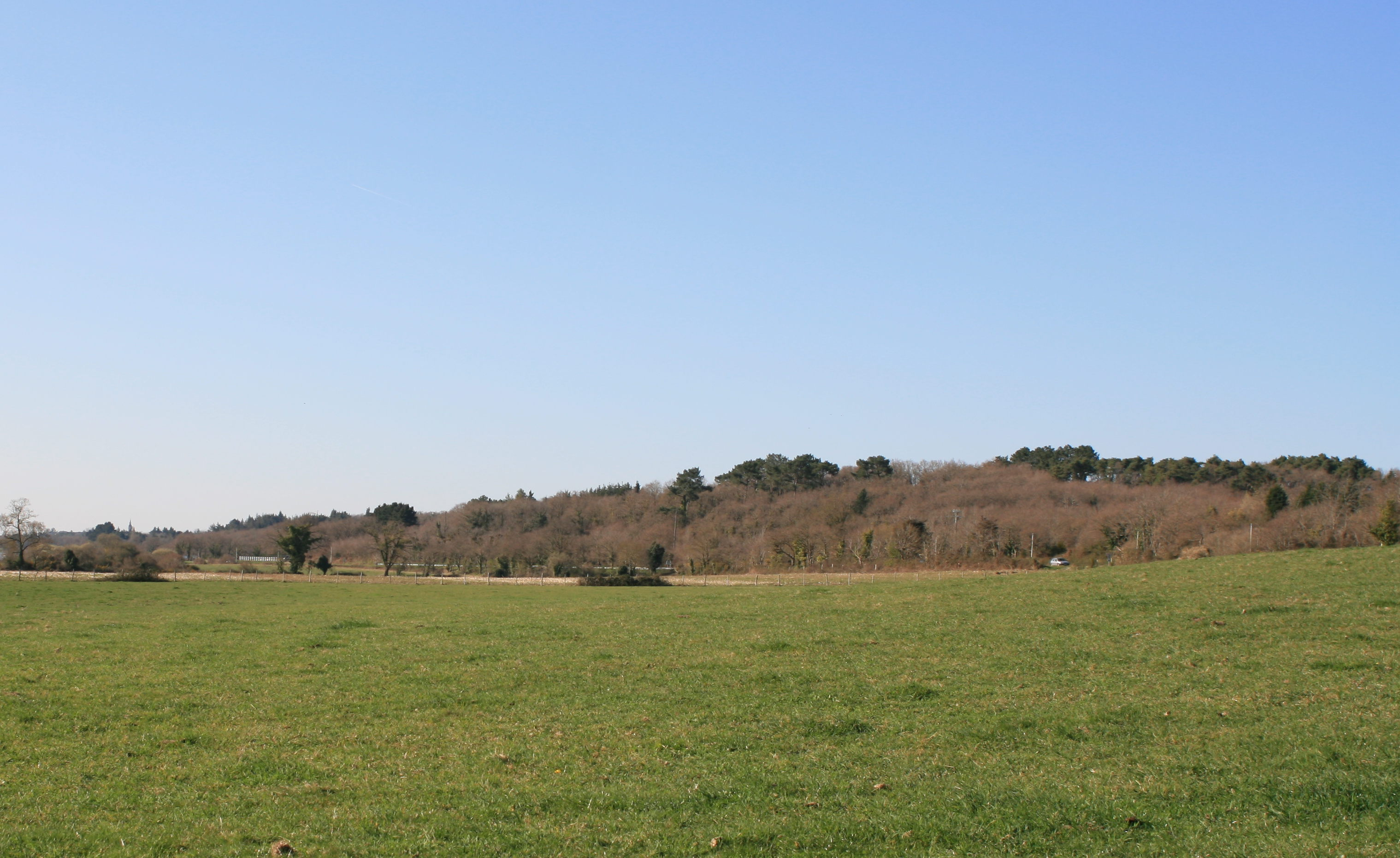
Le sillon de Bretagne vu du sud-ouest à Savenay.

Entre Nantes et Pontchâteau, le sillon traverse les territoires communaux de Sautron, Couëron, Saint-Étienne-de-Montluc, Le Temple-de-Bretagne, Cordemais, Malville, Savenay, La Chapelle-Launay et Prinquiau. 
Certaines communes ont leur chef-lieu sur le sillon (Savenay, Malville, La Chapelle-Launay), d'autres dans la zone située en contrebas (Saint-Etienne-de-Montluc, Prinquiau, Cordemais), voire au bord de l'estuaire (Couëron).

### Topographie
Le point culminant du sillon de Bretagne se trouve au Temple-de-Bretagne, à 91 mètres d'altitude.
Une coupe topographique à travers le sillon selon un tracé sud-ouest - nord-est permet d'observer les reliefs suivants :
- des terres basses entre 0 et 5 mètres d'altitude, marquées par la présence du marais de Brière et des affleurements rocheux un peu plus élevés, espaces occupés par des bois, des gagneries[3] et des hameaux ;
- le pied de l'escarpement, entre 5 et 25 mètres, formé d'un alignement de collines ;
- le coteau boisé, entre 25 et 50 m, dont le sommet offre un effet de promontoire ;
- le replat du plateau bocager, au-dessus de 50 m, de quelques centaines de mètres de large ;
- le revers à pente plus douce vers le nord-est, l'altitude déclinant vers le bassin de Campbon mis en place à l'ère tertiaire, avec plusieurs cours d'eau affluents de l'Isac coulant vers le nord.

### Géologie
Érigées au Paléozoïque (ère primaire), lors de l'orogenèse hercynienne, ces crêtes sont fortement érodées et ne sont plus visibles que comme une ligne de collines de faible altitude. 
Ces reliefs ont été réactivés lors de la surrection des Alpes à la fin de l’ère tertiaire et jusqu'à nos jours. C'est une zone sismique encore active de nos jours, même si les séismes y sont de très faible amplitude (de magnitude 3 à 4 au maximum).
Au-delà de Pontchâteau, après une zone de basse altitude autour de Missillac, le prolongement géologique du sillon de Bretagne rejoint les landes de Lanvaux entre Questembert et Muzillac, après avoir été traversé par la Vilaine à La Roche-Bernard. 
Du côté est, le sillon s'achève à la butte Sainte-Anne[réf. nécessaire] à Nantes (quartier Bellevue - Chantenay - Sainte-Anne).

## Odonymie
On a donné le nom du sillon à un immeuble HLM d'allure originale, le Sillon de Bretagne, immeuble situé dans la banlieue ouest de Nantes, à Saint-Herblain, à proximité de l'extrémité orientale du sillon de Bretagne.